# Abbt
Abbt ist ein deutscher Familienname.

## Herkunft und Bedeutung
Abbt bezieht sich auf den Abt, den Vorsteher eines Klosters und ist eine Schreibvariante dazu.

## Namensträger
- Alexandra Abbt (* 1971), Schweizer Politikerin (CVP)
- Benedikt Abbt (1768–1847), deutscher Theologe, MdL Bayern
- Christine Abbt (* 1974), Schweizer Philosophin
- Georg Abbt (1716–1757), Schweizer evangelischer Geistlicher
- Mathilde Abbt (1890–1957), Schweizer Malerin und Zeichenlehrerin
- Thomas Abbt (1738–1766), deutscher Philosoph